# Fresno de la Vega
Fresno de la Vega est une commune d'Espagne dans la province de León, communauté autonome de Castille-et-León. Elle s'étend sur 15,14 km2 et comptait environ 637 habitants en 2011.